# Che c'è di male
Che c'è di male è un singolo del cantautore italiano Max Gazzè, pubblicato il 6 ottobre 2023 come primo estratto dal dodicesimo album in studio Amor Fabulas.

## Descrizione
Il brano è stato registrato negli studi del Real World Studios di Peter Gabriel ed ha visto la collaborazione di Francesco De Benedittis e del fratello Francesco Gazzè.

## Video musicale
Il videoclip del brano, diretto dai YouNuts!, è stato reso disponibile in concomitanza della pubblicazione del singolo sul canale YouTube del cantautore.

## Tracce
1. Che c'è di male – 3:40